# Marco Atílio Póstumo Brádua
Marco Atílio Póstumo Brádua (em latim: Marcus Atilius Postumus Bradua) foi um senador romano nomeado cônsul sufecto para o nundínio de julho a agosto de 80 entre Quinto Pompeu Trião. Ele foi procônsul da Ásia entre 94 e 95. Provavelmente foi o pai de Marco Atílio Metílio Brádua, cônsul sufecto em 108. Se for o caso, o nome de seu filho indica que sua esposa chamava-se Metília.